# Dragutin Blažeković
Dragutin Blažeković (rođen ? - umro 1893.), austrijski namjesnik za Dalmaciju (1886. – 1890.) rođen je u Osijeku, porijeklom iz plemićke obitelji. Po završenu školovanju u kadetskoj školi u Grazu, započeo je vojnu službu. Godine 1886. imenovan je vojnim zapovjednikom Dalmacije. Zaslužan za podizanje najvećeg zadarskog perivoja - današnjeg Perivoja Vladimira Nazora (1888. – 1890.). U borbi narodnjaka i autonomaša oko uvođenja hrvatskog jezika u urede, podržavao je politiku Narodne stranke. Kad prijedlog nije bio prihvaćen dao je ostavku i po vlastitoj želji umirovljen. Ostatak života proveo je u Klagenfurtu.